# Shigeru Ishiba
Shigeru Ishiba (jap. 石破 茂 Ishiba Shigeru; ur. 4 lutego 1957 w Kōge, obecnie Yazu w prefekturze Tottori) – japoński polityk, deputowany do Izby Reprezentantów, minister obrony (2002–2004; 2007–2008) oraz rolnictwa (2008–2009). Od 27 września 2024 przewodniczący Partii Liberalno-Demokratycznej, od 1 października 2024 premier Japonii.

## Życiorys
Jego ojcem był polityk Jirō Ishiba, minister spraw wewnętrznych w rządzie Zenkō Suzuki. W 1979 ukończył studia prawnicze na Uniwersytecie Keiō. Po studiach pracował w Banku Mitsui. W lipcu 1986 po raz pierwszy został wybrany w skład Izby Reprezentantów, w której zasiada do dzisiaj.
W grudniu 1992 r. został wiceministrem rolnictwa, leśnictwa i rybołówstwa. W lipcu 2000 Ishiba został mianowany sekretarzem stanu w Ministerstwie Rolnictwa, Leśnictwa i Rybołówstwa. Od grudnia 2000 do stycznia 2001 był sekretarzem stanu ds. obrony. Następnie, od stycznia do kwietnia 2001 sprawował funkcję wiceministra obrony.
Od 30 września 2002 do 27 września 2004 r. piastował stanowisko ministra obrony w rządzie premiera Jun’ichirō Koizumiego. 26 września 2007 ponownie objął stanowisko ministra obrony w gabinecie premiera Yasuo Fukudy. Zajmował je do 1 sierpnia 2008 r.
Po rezygnacji ze stanowiska premiera przez Fukudę, Ishiba 10 września 2008 rozpoczął swoją kampanię w wyborach na nowego przewodniczącego Partii Liberalno-Demokratycznej i kolejnego szefa rządu. W wyborach nowego lidera 22 września 2008 zdobył 25 głosów i tym samym zajął ostatnie piąte miejsce, przy przytłaczającym zwycięstwie Tarō Asō (351 głosów).
Od 24 września 2008 do 16 września 2009 zajmował stanowisko ministra rolnictwa, leśnictwa i rybołówstwa w rządzie premiera Asō. W latach 2012–2014 pełnił funkcję sekretarza generalnego Partii Liberalno-Demokratycznej.
27 września 2024 został wybrany na stanowisko przewodniczącego Partii Liberalno-Demokratycznej. 1 października tego samego roku, objął urząd premiera Japonii.